# Iraniplectus
Iraniplectus es un género extinto de peces actinopterigios prehistóricos. Fue descrito por Tyler, Mirzaie & Nazemi en 2006.
Durante finales de la década de 2000 fue descubierta la especie Iraniplectus bakhtiari.